# Kinetica
Kinetica est un jeu vidéo de course développé par SIE Santa Monica Studio et édité par Sony Computer Entertainment, sorti en 2001 sur PlayStation 2. Il est ressorti sur PlayStation 4 en 2016.

## Accueil
- GameSpot : 7/10[1]
- IGN : 8/10[2]